# 娘江曲
娘江曲，是布拉馬普特拉河支流瑪納斯河上游中國境內河段名稱，發源於西藏自治區山南地區錯那縣曲卓木鄉北部。娘江曲上游稱為洞嘎雄曲，幹流流經曲卓木鄉、吉巴門巴民族鄉、貢日門巴民族鄉、麻瑪門巴民族鄉、勒門巴民族鄉後，進入印度控制的達旺地區。續流至不丹邊界處匯集左側支流達旺曲。在不丹境內，河名改為當梅曲。隨後納右側支流庫魯曲（上游為中國境內的洛扎曲）。最後流出不丹而進入印度境內，始改稱瑪納斯河。